# Mittelmeer-Feuerschwamm
Der Mittelmeer-Feuerschwamm (Fomitiporia mediterranea) ist ein Pilz aus der Familie der Borstenscheiblingsverwandten (Hymenochaetaceae). Er ist ein Erreger der Esca-Krankheit und befällt Weinkulturen und andere Pflanzen, wo er zu großen Schäden führt. Dabei baut er das Lignin des Weinstocks ab, was zu Weißfäule und zum Absterben der Pflanze führt.

## Beschreibung

### Makro-Merkmale
Der Mittelmeer-Feuerschwamm bildet als Kruste am Holz angewachsene, holzig-harte Fruchtkörper von bis zu 15 mm Dicke aus, die meist in einigen Metern Höhe wachsen. Der schmale Rand des Fruchtkörpers ist, ebenso wie das Hymenophor des Pilzes, braungelb. Die Poren sind rundlich und klein, ihre Dichte beträgt 5 bis 8 Stück pro mm. Der Pilz verfügt über rund 13 mm lange Röhren mit dicken Scheidewänden; bei Kontakt mit Kaliumhydroxid färbt sich sein Fleisch dunkel. Das Myzel ähnelt in der Konsistenz Baumwolle, die oberirdischen Hyphen sind gelblich-braun.

### Mikro-Merkmale
Der Mittelmeer-Feuerschwamm besitzt ein dimitisches hyphales System aus generativen und Skeletthyphen, das dem Fruchtkörper seine Härte verleiht. Die Skeletthyphen sind von goldbrauner Farbe, selten verzweigt und besitzen keine Septa, sie werden 2,5–4,5 µm breit. Die generativen Hyphen hingegen sind durchscheinend mit dünnen Wänden, häufig verzweigt und einfach septiert. Sie haben eine Breite von 2,5 bis 3,5 µm und verfügen in der Regel nicht über Setae. Die Sporen des Mittelmeer-Feuerschwamms sind breit elliptisch und durchscheinend, mit einer Größe von 6 bis 7 × 5–6 µm. Sie haben dicke Wände, eine glatte Oberfläche und sind cyanophil und dextrinoid.

## Schadbild
→ Siehe auch: Esca
Der Mittelmeer-Feuerschwamm verursacht Weißfäule an der befallenen Pflanze. Dabei wird vor allem das Holz der Äste und des Stamms, seltener der Wurzeln, zersetzt. Der Mittelmeer-Feuerschwamm baut das Lignin des Holzes ab, wodurch es sich hell färbt. Gleichzeitig wird es fasrig und nimmt eine schwammige Konsistenz an. Der Befall betrifft meist vor allem den Kernbereich, den der Pilz über äußerliche Wunden, wie etwa Schnittstellen erreicht, bevor er sich nach oben und unten ausbreitet. Vom Kernbereich aus kann er auch wieder an die Oberfläche treten, was oft eine Längsspaltung des Stammes zur Folge hat. Die vom Mittelmeer-Feuerschwamm hervorgerufene Variante von Esca ist offenbar nicht mit äußerlichen Symptomen, wie etwa einer Verfärbung der Blätter verbunden. Sie führt jedoch im Endstadium zum Absterben des Wirtes, da befallene Bereiche nicht mehr zum Nährstofftransport in der Lage sind.

## Ökologie
Der Mittelmeer-Feuerschwamm befällt bevorzugt Pflanzen, die bereits vorgeschädigt sind, beispielsweise durch die ebenfalls mit Esca verbundenen Pilze Phaeoacremonium chlamydospora und Phaeoacremonium aleophilum. Die für den Wuchs benötigte Temperatur liegt zwischen 15 und 35 °C; optimale Bedingungen findet der Mittelmeer-Feuerschwamm bei rund 30 °C vor. Der Pilz pflanzt sich homothallisch fort.
Während vor allem die Infektion von Wein das Interesse von Önologen und der Öffentlichkeit erregte, wurde der Mittelmeer-Feuerschwamm auch an anderen Arten nachgewiesen. So dienen etwa der Olivenbaum (Olea europea), die Chinesische Lagerströmie (Lagerstroemia indica), die Kiwi (Actinidia chinensis), die Haselnuss (Corellus avanella), der Echte Lorbeer (Laurus nobilis), der Gewöhnliche Liguster (Ligustrum vulgare), die Steineiche (Quercus ilex), die Kornelkirsche (Cornus mas), die Robinie (Robinia pseudoacacia) oder Zitruspflanzen (Citrus) als Wirte.

## Verbreitung
Das Verbreitungsgebiet des Mittelmeer-Feuerschwamms umfasst vornehmlich den Mittelmeerraum und reicht bis nach Deutschland und Westasien. Offenbar ist es außerhalb von Südeuropa stark an das Vorkommen des Weins (Vinus vinifera) gebunden.

## Systematik
Der Mittelmeer-Feuerschwamm wurde erst 2002 als eigene Art erkannt. Zuvor wurde er für den Polsterförmigen Feuerschwamm (Fomitiporia punctata) gehalten, der ebenfalls an Esca erkrankten Reben auftritt und seinerzeit wiederum für den Grauen Feuerschwamm (Phellinus igniarius) gehalten wurde. Die Untersuchung des Erbguts in Verbindung mit den ökologischen Eigenschaften des Pilzes führte jedoch zur Einstufung als eigenständige Art. Die genauen Verwandtschaftsverhältnisse innerhalb der Gattung Fomitiporia sind derzeit unklar, die Morphologie lässt jedoch auf eine nahe Verwandtschaft zum Polsterförmigen Feuerschwamm schließen. Möglicherweise stellt der Mittelmeer-Feuerschwamm ein phylogenetisch junges Taxon dar.